# Парфений (Фидановский)
Епи́скоп Парфе́ний (в миру Зоранчо Фидановский, макед. Зоранчо Фидановски; 29 октября 1970, Битола) — епископ Македонской православной церкви, епископ Антанийский, викарий Дебарской и Кической митрополии.

## Биография
Окончил среднее образование в семинарии «Святой Климент Охридский» в Драчеве, а высшее — на Богословском факультете Скопского университета, защитив дипломную работу, посвящённую личности святого Иоанна Предтечи.
Желая познакомиться с православным духовным и монашеским опытом, он отправляется в монастырь Григориат на горе Афон, где некоторое время пребывает под духовным руководством Георгия (Капсаниса), настоятеля Григориата. После его благословения, по возвращении на родину, в конце июля 1995 года 24-летний Зоран Фидановский, по благословению митрополита Дебарского и Кичевского Тимофея (Йовановского), начинает своё монашеское посвящение, для обновления и продолжения многовековой духовной традиции в древнем македонском православном святилище — Бигорском монастыре. К тому времени после кончины последнего монаха и настоятеля, Спиридона, в 1948 году монашеская жизнь в Бигорском была полностью прекращена, а богослужения прерваны. Храм был полностью заброшен.
Парфений был пострижен в монашество 5 августа 1995 года митрополитом Скопийским Тимофеем . На следующий день после принятия монашеского пострига он был рукоположён в сан иеродиакона, а в том же году, 9 августа, в Охридском храме Пресвятой Богородицы Перивлепта — в сан иеромонаха. В следующем году, в праздник Рождества святого Иоанна Предтечи, он был возведён в сан игумена, а в 1998 году был награждён крестом и саном архимандрита.
В 2001 году полностью возобновляется, женский монастырский метох «Святого Георгия» в Райчице. В 2003 году начался большой и сложный проект по полной реконструкции Нижнего дворца монастыря в его аутентичном виде, существовавшем до его уничтожения пожаром в 1912 году. Проект завершился в 2006 году освящением нового здания нескольких катов в традиционной реканской архитектуре с чардаками и часовней во имя Благовещение Богородицы.
30 сентября 2009 года в монастырском комплексе вспыхнул пожар, при котором полностью сгорели монашеские жилища, кухня, библиотека, гостиная, две столовые, старый конак и верхний дворец. Игумен Парфений немедленно начал восстановительные работы, а также строительство нового Конака, называемого восточным дворцом-также с традиционной архитектурой, часовней «Святой Николай», уникальной книгохранительницей, Монастырской башней с часами, зографской мастерской и новыми монашескими келиями для растущего братства. Также построен деревянный храм в русском стиле, посвященный святому Серафиму Саровскому, храму «Успение Богородицы» в Ростуше и новому скиту святых Кирилла и Мефодия в Битуше, где есть Центр молодёжного образования.
Игумен Парфений имеет большие заслуги в введении восточно-византийского пения в монастыре и в храмах Северной Македонии вообще. Развивает широкую благотворительную деятельность. Участвовал во многих общецерковных проектах распространения православных ценностей, таких как организация трибун для обсуждения актуальных духовных и общественных проблем, издание духовной литературы, создание сайта монастыря, организация пасхальных концертов с византийской музыкой.
21 мая 2020 года по предложению митрополита Дебарско-Кичевского и администратора Австралийско-Сиднейской епархии Тимофея (Йовановского) решением Священного Синода Македонской православной церкви был избран епископом Антанийским, викарием Дебарско-Кичевской епархии.
12 июля 2020 года в церкви Святой Софии в Охриде был рукоположён во епископа Антанийского, викария Дебарско-Кичевской епархии. Хиротонию совершили: архиепископ Охридский и Македонский и митрополит Скопский Стефан (Веляновский), митрополит Тимофей (Йовановский), митрополит Наум (Илиевский), митрополит Пимен (Илиевский), митрополит Иларион (Серафимовский), митрополит Иосиф (Тодоровский), митрополит Иосиф (Пейовский), епископ Климент (Божиновский) и епископ Иаков (Милчевский).